# Emenista
Emenista Simon, 1894 è un genere di ragni appartenente alla famiglia Linyphiidae.

## Distribuzione
L'unica specie oggi attribuita a questo genere è stata reperita in India.

## Tassonomia
A dicembre 2011, si compone di una specie:
- Emenista bisinuosa Simon, 1894[3] — India

### Specie trasferite
- Emenista dentichelis Berland, 1913; questi esemplari, reperiti in Ecuador, sono stati trasferiti al genere Laminacauda Millidge, 1985 con la nuova denominazione Laminacauda dentichelis (Berland, 1913) a seguito di un lavoro di Miller del 2007[1].